# Kūchek Deh
Kūchek Deh (persiska: کوچک ده) är en ort i Iran.   Den ligger i provinsen Gilan, i den norra delen av landet, 210 km nordväst om huvudstaden Teheran. Antalet invånare är 240.
Terrängen runt Kūchek Deh är platt norrut, men söderut är den kuperad. Runt Kūchek Deh är det mycket tätbefolkat, med 1 018 invånare per kvadratkilometer. Närmaste större samhälle är Lāhījān, 7,5 km väster om Kūchek Deh. I omgivningarna runt Kūchek Deh växer i huvudsak blandskog.